# آیش (رود)
آیش رودی است به رگنیتس می‌ریزد. این رود از کشور آلمان می‌گذرد.